# Toby Kebbell
Tobias Alistair P. "Toby" Kebbell (9 juli 1982) is een Engelse acteur. Hij speelde in onder meer de films RocknRolla (2008), Prince of Persia: The Sands of Time en The Sorcerer's Apprentice (beide 2010), War Horse (2011) en Wrath of the Titans (2012).

## Biografie
Kebbell, de vierde van vijf kinderen, groeide op in Nottinghamshire. Nadat regisseur Shane Meadows hem de rol van Anthony gaf in de film Dead Man's Shoes werd hij genomineerd voor 'meestbelovende nieuwkomer' bij de British Independent Film Awards. Kebbell verscheen daarna in Oliver Stone's Alexander en Match Point, waarvoor Woody Allen hem castte zonder dat hij een auditie hoefde te doen omdat hij onder de indruk van hem was na Dead Man's Shoes.
Kebbel was in september 2008 te zien in de film RocknRolla, geschreven en geregisseerd door Guy Ritchie. Hierin speelde hij een aan crack verslaafde muzikant, Johnny Quid. Om de rol te spelen leerde Kebbell piano spelen en hoe een semiautomaat te hanteren. Om in de huid van een crackverslaafde rocker te kruipen, onthield hij zich drie dagen van voedsel en at hij drie weken lang één maaltijd per dag. Vergelijkingen werden gemaakt tussen zijn lichaam en dat van Brad Pitt in Fight Club. Hij won The Sun's Best Actor Award voor met deze rol en werd beschreven in de krant als "een ster van de toekomst".

## Filmografie
| Jaar | Film                                | Rol                           | Bijzonderheden |
| ---- | ----------------------------------- | ----------------------------- | --- |
| 2000 | Peak Practice                       | Graham                        | Tv-serie (aflevering: "Keeping Up the Act")                                                                                    |
| 2004 | Dead Man's Shoes                    | Anthony                       | Genomineerd – British Independent Film Award voor Meest veelbelovende nieuwkomer                                               |
| 2004 | Northern Soul                       | Mark Sherbert                 | |
| 2004 | Alexander                           | Pausanius                     | |
| 2005 | Match Point                         | Politieagent                  | |
| 2005 | ShakespeaRe-Told                    | Malcolm                       | (Aflevering: "Macbeth") |
| 2006 | Wilderness                          | Callum                        | |
| 2006 | Born Equal                          | Bedelaar                      | |
| 2007 | Control                             | Rob Gretton                   | British Independent Film Award voor Beste mannelijke bijrol Genomineerd – ALFS Award voor Beste mannelijke bijrol van het jaar |
| 2007 | The Commander: Windows of the Soul  | Jimmy Bannerman               | |
| 2007 | The Street                          | Paul Billerton                | (3 afleveringen) |
| 2008 | RocknRolla                          | Johnny Quid                   | |
| 2008 | The German                          | Barton                        | (Regisseur: Nick Ryan) |
| 2009 | Tea and Biscuits                    | Billy                         | |
| 2009 | Cheri                               | Patron                        | |
| 2010 | Prince of Persia: The Sands of Time | Garsiv                        | |
| 2010 | The Sorcerer's Apprentice           | Drake Stone                   | |
| 2010 | The Conspirator                     | John Wilkes Booth             | |
| 2011 | The Veteran                         | Miller                        | |
| 2011 | Handcuffed                          | Zoon                          | |
| 2011 | Black Mirror (tv-serie)             | Liam                          | (Aflevering: "The Entire History of You")                                                                                      |
| 2011 | War Horse                           | Colin, de Geordie soldaat     | |
| 2012 | Wrath of the Titans                 | Agenor                        | |
| 2013 | The East                            | Doc                           | |
| 2013 | The Escape Artist                   | Liam Foyle                    | Tv-serie |
| 2014 | Dawn of the Planet of the Apes      | Koba                          | |
| 2014 | Buddha's Little Finger              | Pyotr                         | |
| 2015 | Fantastic Four                      | Victor von Doom / Doctor Doom | |
| 2016 | Warcraft: The Beginning             | Durotan                       | |
| 2016 | Ben-Hur                             | Messala Severus-Hur           | |
| 2017 | Kong: Skull Island                  | majoor Jack Chapman           | |
| 2018 | The Angel                           | Danny Ben Aroya               | |